# Еркингер IV фон Магенхайм
Еркингер IV фон Магенхайм (на немски: Erkinger IV von Magenheim; † 27 или 29 ноември 1287) е германски благородник, господар на Магенхайм при Клеброн в Баден-Вюртемберг.

## Произход и наследство
Той е син на Еркингер III фон Магенхайм († сл. 1203). Внук е на Еркингер II фон Магенхайм († сл. 1182). Правнук е на Сцейзолфус фон Магенхайм († 1152). Праправнуквнук е на Еркингер I фон Магенхайм († сл. 1134) и прапраправнук на Цайзолф фон Бракенхайм († сл. 1100). Брат е на Конрад I фон Магенхайм и Цайзолф фон Магенхайм († сл. 1231).
Господството Нидермагенхайм с Бракенхайм е разделено през 1303 г. след смъртта на сина му Урих фон Магенхайм на половина с графовете фон Хоенберг, които го продават на Вюртемберг. Другата половина е продадена едва през 1367 г. на Вюртемберг, понеже собствеността е поделена между петима сина.
През 1367 г. господарите фон Магенхайм се отказват в полза на граф Еберхард II фон Вюртемберг († 1392) от собствеността си на замък Нидермагенхайм с половината на Бракенхайм и половината от Клеброн. През края на 14 век последните от рода (Еркингер „Богатия“ и Цайзолф) подаряват голяма част от собствеността си на град Хайлброн. Родът дарява множество олтари в Хайлброн. Родът измира през ранния 15 век.

## Фамилия
Еркингер IV фон Магенхайм се жени за Гута фон Ритберг († сл. 1279) и има децата:
- дете
- Улрих I фон Магенхайм (* пр. 1261; † сл. 1302), женен за Мария фон Нойфен († сл. 1296)
  -  ? Мария фон Магенхайм († 18 октомври 1321), омъжена на 10 ноември 1290 г. (папското разрешение) за граф Ото I фон Хоенберг-Наголд († 12 юли 1299). По друг източник тя е дъщеря на Еркингер V фон Магенхайм
- Еркингер V фон Магенхайм († 15 април 1308), женен за Анна? фон Шауенбург († сл. 1308)
- Юта фон Магенхайм († сл. 1319), омъжена сл. 1287 г. за Хайнрих II фон Флекенщайн-Финстинген († 1309/1312), които имат син Хайнрих VI фон Флекенщайн, господар на Магенхайм-Байнхайм († 1347).

.